# Élections locales écossaises de 2003 à Perth and Kinross
Pour un article plus général, voir Élections locales écossaises de 2003.

Les élections locales écossaises de 2003 à Perth and Kinross se sont tenues le 1er mai 2003.

## Composition du conseil
Majorité absolue : 21 sièges
| Parti               | Sièges  |
| ------------------- | ------- |
| SNP                 | 15 / 41 |
| Conservateur        | 10 / 41 |
| Libéraux-démocrates | 9 / 41  |
| Travailliste        | 5 / 41  |
| Indépendant         | 2 / 41  |